# Ceraturgus hedini
Ceraturgus hedini är en tvåvingeart som beskrevs av Engel 1934. Ceraturgus hedini ingår i släktet Ceraturgus och familjen rovflugor. Inga underarter finns listade i Catalogue of Life.